# Peter Sellers: Życie i śmierć
Peter Sellers: Życie i śmierć (ang. The Life and Death of Peter Sellers) – dramat biograficzny z 2004 w reżyserii Stephena Hopkinsa. Film przedstawia historię życia i kariery słynnego brytyjskiego aktora Petera Sellersa. Główną rolę odtwarza Geoffrey Rush.

## Obsada
- Geoffrey Rush - Peter Sellers
- Charlize Theron - Britt Ekland, druga żona
- Emily Watson - Anne Howe-Sellers, pierwsza żona
- John Lithgow - Blake Edwards
- Stanley Tucci - Stanley Kubrick
- Stephen Fry - Maurice Woodruff, jasnowidz
- Miriam Margolyes - Peg Sellers, matka
- Peter Vaughan - Bill Sellers, ojciec
- Henry Goodman - Dennis Selinger, agent
- Sonia Aquino - Sophia Loren
- James Bentley - Michael Sellers, syn
- Eliza Darby - Sarah Sellers, córka
- Peter Gevisser - dekorator Ted Levy
- David Robb - dr Lyle Wexler
- Alison Steadman - agentka na castingu do filmu  Jak zabić starszą panią
- Lucy Punch - stewardesa
- Kate Burrell - dublerka Sophii Loren
- Heidi Klum - Ursula Andress
- Nigel Havers - David Niven
- Alan Williams - jeden z reżyserów filmu Casino Royale
- Joseph Long - Carlo Ponti
- Sam Dastor - Hal Ashby
- Tope Oluwole - czarnoskóra kobieta w hotelu

## Fabuła
Film rozpoczyna się wydarzeniami z połowy lat 50., kiedy to Sellers pracuje w radiu i marzy o karierze w filmie. Aby otrzymać rolę w Jak zabić starszą panią (1955) używa podstępu. Niebawem przychodzą kolejne role, a wraz z nimi sława i uznanie; ale również problemy w życiu osobistym. Akcja skupia się na karierze filmowej Sellersa z lat 60., jego relacjach z matką i burzliwym związku z aktorką Britt Ekland.